# Pave Maijanen

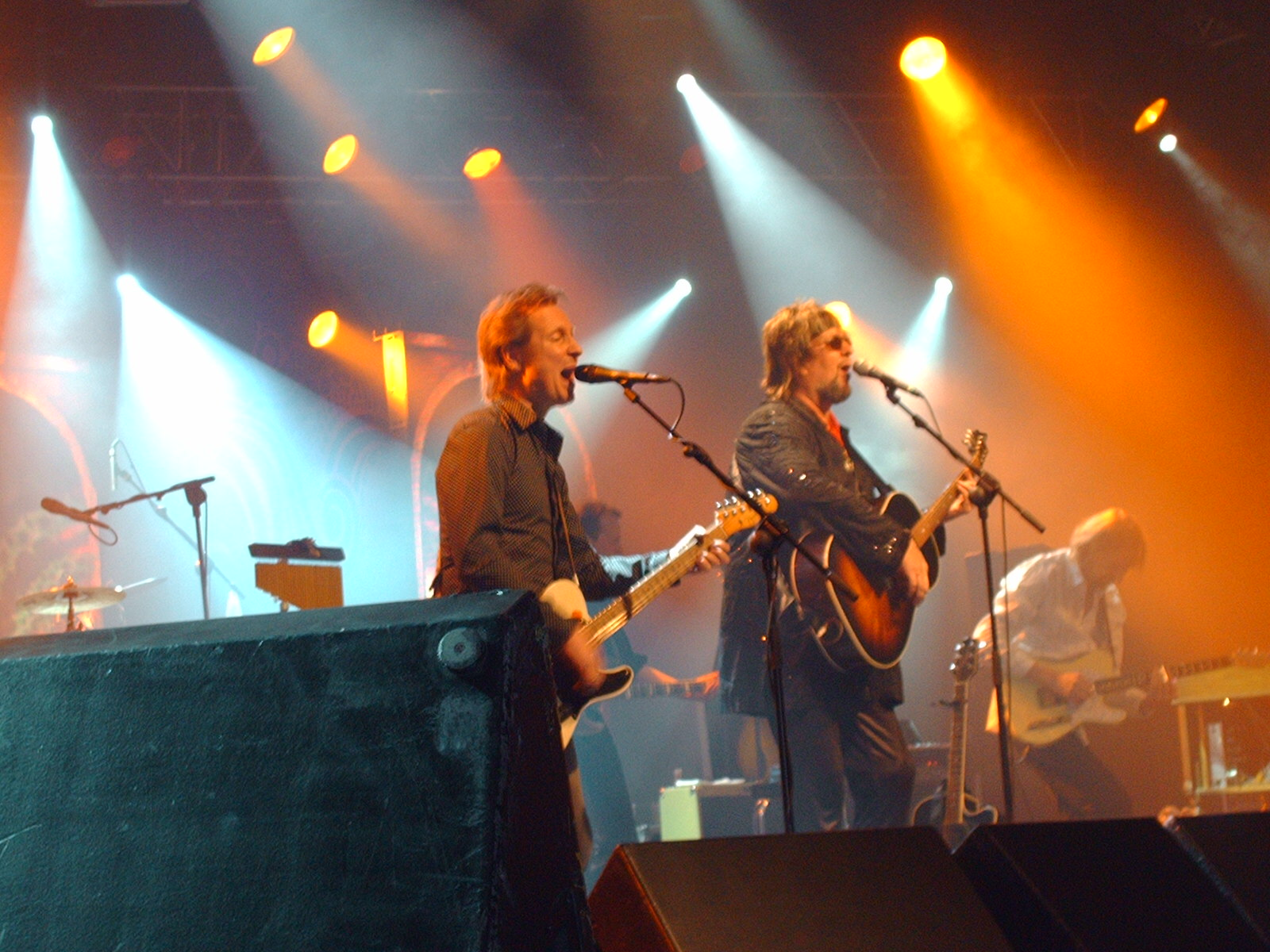
Pave Maijanen (links), bei einem Auftritt 2007 in Jyväskylä, mit Bruder Hector

Pave Maijanen (eigentl.: Pekka Juhani Maijanen; * 3. September 1950 in Lappeenranta; † 16. Januar 2021) war ein finnischer Pop- und Rockmusiker. In seiner langen Karriere betätigte er sich als Sänger, Gitarrist, E-Bassist, Keyboarder, Schlagzeuger, Songwriter und Musikproduzent.

## Leben und Wirken
Seit den 1960er Jahren spielte er in Rock- und Popbands. 1975 erschien seine erste Solosingle namens Fever. Mit seiner eigenen Rockband Mistakes veröffentlichte er zwei erfolgreiche Alben der frühen 1980er Jahre. Mit Aiaiai erschien 1983 eine Disco-Single von ihm. Als Gewinner des finnischen Vorentscheids durfte er beim Eurovision Song Contest 1992 in Malmö antreten. Dort landete Maijanen mit dem Popsong Yamma Yamma auf dem letzten Platz.

## Bands
- The Top Cats (1964)
- Ours (1965–1968)
- Kopet (1968–1969)
- Mielikummitus (1969–1970)
- Smoking (1970–1971)
- Pepe & Paradise (1971–1975) (E-Bass)
- Wigwam (1975) (Produzent)
- Lauluyhtye Fyrkka (1974)
- Rock’n’Roll Band (1975 und 2005) (Gesang, E-Bass)
- The Royals (1975–1978) (Gesang, E-Bass)
- Mistakes (1980–1982) (Gesang, Gitarre)
- Hurriganes (1980) (Produzent)
- Dingo (1984–1994) (Produzent, Keyboards)
- Mestarit (1997–2002) (Gesang, Gitarre)
- Hector & Pave Maijanen Duo (2003) (Gesang, Gitarre)

## Diskografie (Soloalben)
- Tanssivat kengät (1983)
- Maijanen (1984, FI: Platin)[3]
- Palava sydän (1985, FI: Platin)
- Maailman tuulet (1987, FI: Gold)
- Maya: Would You (1987)
- Kuutamokeikka (1990)
- No Joking (1991)
- Sirkus saapuu tivoliin (1994)
- Kohti uutta maailmaa (1998)
- Mustaa valkoisella (2000)
- Kaikessa rauhassa (2010)